# 杉浦正美
杉浦 正美（すぎうら まさみ、1926年 - ）は、日本の画家。愛知県豊橋市出身。二科会所属、絵画部幹事。

## 略歴
豊橋市で生まれたが、5歳で母を亡くした後は1934年に福江町（現：田原市）に移り、祖母に育てられた。その後、名古屋市に転居。
1952年、北川民次 、安藤幹衛に師事。同年、「工場」で第37回二科展絵画部に初入選。以後は公告デザインを手掛けながら、描き続けた。
1961年、「火工」で第46回二科展絵画部で特選受賞。1963年、二科展絵画部会友に推挙された。その後も二科展を中心に様々な展覧会に出品を続けると同時に、個展を数多く開催した。1980年、二科展絵画部会員推挙。1987年、「島の月」で第72回二科展絵画部会員努力賞を受賞した。
1988年より、名古屋市の栄中日文化センターで、「杉浦正美洋画教室」を開いている。
2008年、初期作から最新作までの絵画60点を、田原市へ寄贈した。

## 画風
初入選作「工場」は工場労働者を描いており、その後もしばらくは描き続けていた。
1975年頃からは、スリランカやメキシコなどの取材をもとに、メキシコ絵画の影響を受けた土俗的な作品を手がけるようになる。
1986年に祖母をモチーフにした作品「鬼のあかちゃん」を発表した以降は、渥美半島で過ごした幼少期の原風景や体験を背景に、母子像や寓話と神話をイメージした作品を多く発表している。